# 走鐘獎
走鐘獎（英語譯名：Walk Bell John Awards）是仿照臺灣三大娛樂獎項（金馬獎、金鐘獎、金曲獎），專為臺灣YouTuber及其他新媒體網路創作者設置的獎項，2019年由上班不要看創立，起初為頻道的大型企劃；2021年與電獺一起主辦，獎項提高數量，含括各種主要社群平台內容，同時增強評審機制，奠定穩定舉辦基礎。2022年加入台灣新媒體影音創作者協會聯合辦理；2023年改由走鐘獎執行委員會接手辦理活動。

## 歷史沿革
走鐘獎概念受台灣廣電最高殊榮「廣播電視金鐘獎」所啟發，由於金鐘獎授獎對象並未包含「網路創作」，因此取自於台語詞彙「走精」（tsáu-tsing）諧音，取名「走鐘」，取其原意走樣的意思，以作為趣味、搞笑型金鐘獎。第一屆走鐘獎歷經一個月時間嚴謹設計及縝密彩排，規劃辦理大型頒獎典禮，作為上班不要看2018年大型回顧計畫；雖然得獎者為公司內部成員及頻道影片參與人員，但邀請眾多台灣知名YouTuber參與典禮，並邀請「三金司儀」賈培德擔任典禮司儀。
- 2019年，第一屆初設獎共14個。

- 2020年，第二屆新增「最佳新人獎」，獎項數目為15個[7]。

- 2021年，第三屆獎項總數擴大到33個，由於本屆獎項數量眾多，總評審團除特別獎7個獎項外，將規劃拆分別為觀眾類3個獎項、專業類4個獎項、生活知識類5個獎項、生活娛樂類7個獎項、影片技術類7個獎項等4組評審團來評審[8]。

- 2022年，第四屆獎項類別重新分為內容類：20 個獎項、技術類：10 個獎項、個人類：3 個獎項，有些獎項名稱微幅調整，而因應現今時代趨勢流行短影音，為鼓勵創作者拍攝短影片，特別增設「最佳短影片獎」。

- 2023年，第五屆短影片獎項增至3個，並於頒獎典禮內臨時頒發走音獎獎項，並預告2024年將另外獨立舉辦走音獎。

- 2024年，第六屆獎項調整為29個（內容類：18個、技術類：8個、個人類：3個），參與對象擴大為亞洲區註冊之創作者。

## 主要活動

### 頒獎典禮
自走鐘獎創獎以來，入圍名單方面，事先都會在上班不要看臉書官方粉絲專頁上公布。而星光大道暨頒獎典禮上，採用事先當天錄影錄製，不採用現場直播，事後歷屆星光大道暨頒獎典禮影片，都會放在上班不要看YouTube官方頻道。自第三屆開始，改採在上班不要看YouTube官方頻道線上現場直播。2022年3月創立走鐘獎Instagram，2022年10月6日，走鐘獎YouTube官方頻道成立，將第四屆典禮片段上傳至此頻道，而第五屆則直接於此頻道進行典禮直播。

### 獎座
由上班不要看成員「關關」設計打造，共有三個版本，第一、二屆為第一版，由朗朗設計有限公司所進行數位製作，使用3D掃描、3D列印、CNC銑削，獎座淨高385mm、淨重1,520g，為目前版本中最有份量的一座。由於疫情影響以及北台灣電鍍廠商一一倒閉，從第三屆開始交接給高雄的雷神藝術工作室編修第二版，第四屆則是由Hugh Tseng與雷神藝術工作室共同重新打造設計第三版。走鐘獎獎座以金鐘獎獎座為藍本，使用編鐘、NSFW（上班不要看英文縮寫）為走鐘獎形象標誌，獎座造型則為一隻腳頂上放置NSFW編鐘造型。僅第一版的獎座實木底座底面刻有上班不要看 NSFW LOGO，獎座實木底座上方放置得獎者銘牌。

### 參賽資格
第一屆走鐘獎為上班不要看內部獎項，參賽資格對象為頒發給上班不要看成員及其影片參與人員。
第二屆起，參賽資格對象改採開放訂閱人數超過30萬的臺灣籍YouTuber，或主要受眾為臺灣人的外籍YouTuber參賽；訂閱人數低於30萬的YouTuber，將以觀眾票選方式遴選入圍最佳新人獎。
第三屆起，徵件範圍擴大允許Facebook、Instagram、Twitch等所有主要社群媒體影片皆可報名。
第四屆起，徵件範圍增加了LINE VOOM，此次報名採收費制，報名費用為新臺幣500元/每獎項，並說明：
- 單一獎項每一頻道僅能投稿一支影片。
- 同支影片可重複投稿多個獎項，報名費以投稿獎項數量計算。
- 收取之報名費皆使用於評審系統建立與評審費用等相關事項。

第五屆起成立走鐘獎執行委員會負責辦理

### 評審制度
2019年第一屆開始，由上班不要看團隊所有成員（第二屆開始加入相關專業社會公正人士參與）擔任入圍評審，親自全程參與審片與入圍工作。評審工作分為初選、複選等2個階段。所有報名影片先進入初選階段後，採內部公開討論和不記名投票方式進行評選，必須獲半數以上進入複選階段，進入複選階段後，經內部公開討論和不記名投票後，進而產生入圍名單。2023年第五屆走鐘獎評審機制由上班不要看與走鐘獎委員會共同研擬，也為評審團組成及評審機制建立更完善的標準，同時也將成為往後走鐘獎評審的執行方針。

## 歷屆概況
| 屆次 | 頒獎日期       | 類別 | 獎項數 | 舉辦地點     | 舉辦場館               | 承辦單位                            | 轉播單位                                             |
| ---- | -------------- | ---- | ------ | ------------ | ---------------------- | ----------------------------------- | ---------------------------------------------------- |
| 1    | 2019年2月23日  | －   | 14     | 臺北市文山區 | 世新大學大禮堂         | 上班不要看                          |                                                      |
| 2    | 2020年2月29日  | －   | 16     | 臺北市信義區 | 台灣中油大樓國光會議廳 | 上班不要看                          |                                                      |
| 3    | 2021年11月13日 | 6    | 33     | 臺北市信義區 | 台北國際會議中心大會堂 | 上班不要看                          | LINE 貼文串                                          |
| 4    | 2022年10月29日 | 3    | 33     | 臺北市南港區 | 台北流行音樂中心       | 上班不要看 台灣新媒體影音創作者協會 | 走鐘獎Youtube頻道 LINE VOOM                          |
| 5    | 2023年10月14日 | 4    | 31     | 高雄市鹽埕區 | 高雄流行音樂中心       | 走鐘獎執行委員會 上班不要看         | 台灣新媒體影音創作者協會 走鐘獎Youtube頻道 LINE VOOM |
| 6    | 2024年10月26日 | 3    | 29     | 臺北市大安區 | 國立臺灣大學綜合體育館 | 走鐘獎執行委員會 上班不要看         |                                                      |
| 7    | 2025年11月     | 3    | 29     |              |                        | 走鐘獎執行委員會                    |                                                      |

## 歷屆主持人
| 屆次 | 頒獎日期       | 星光大道主持人                          | 頒獎典禮主持人                         | 頒獎典禮司儀 |
| ---- | -------------- | --------------------------------------- | -------------------------------------- | ------------ |
| 1    | 2019年2月23日  | 恩熙俊 阿樂（林妤臻）                   | 恩熙俊 阿樂（林妤臻）                  | 賈培德       |
| 2    | 2020年2月29日  | 歐馬克（沈子煜） 吳瑪麗（吳宜媚）       | 恩熙俊 阿樂（林妤臻）                  | 賈培德       |
| 3    | 2021年11月13日 | 歐馬克（沈子煜） 吳瑪麗（吳宜媚）       | 恩熙俊 阿樂（林妤臻）                  | 賈培德       |
| 4    | 2022年10月29日 | 歐馬克（沈子煜） 吳瑪麗（吳宜媚）       | 恩熙俊 阿樂（林妤臻）                  | 賈培德       |
| 5    | 2023年10月14日 | 拿拿摳（蔡岳勳） Arase 阿拉斯（柯旭恩） | 恩熙俊 阿樂（林妤臻） 陳子見（視網膜） | 賈培德       |
| 6    | 2024年10月26日 | 拿拿摳（蔡岳勳） 蓋瑞（洪紹欽）         | 恩熙俊 阿樂（林妤臻） 陳子見（視網膜） | 賈培德       |
| 7    | 2025年11月     |                                         |                                        |              |

## 外部連結
- 走鐘獎官方網站 （页面存档备份，存于）
- 走鐘獎的Facebook專頁
- 走鐘獎的Instagram帳戶
- YouTube上的走鐘奬頒獎典禮 Walk Bell John Awards頻道